# Anassiridi

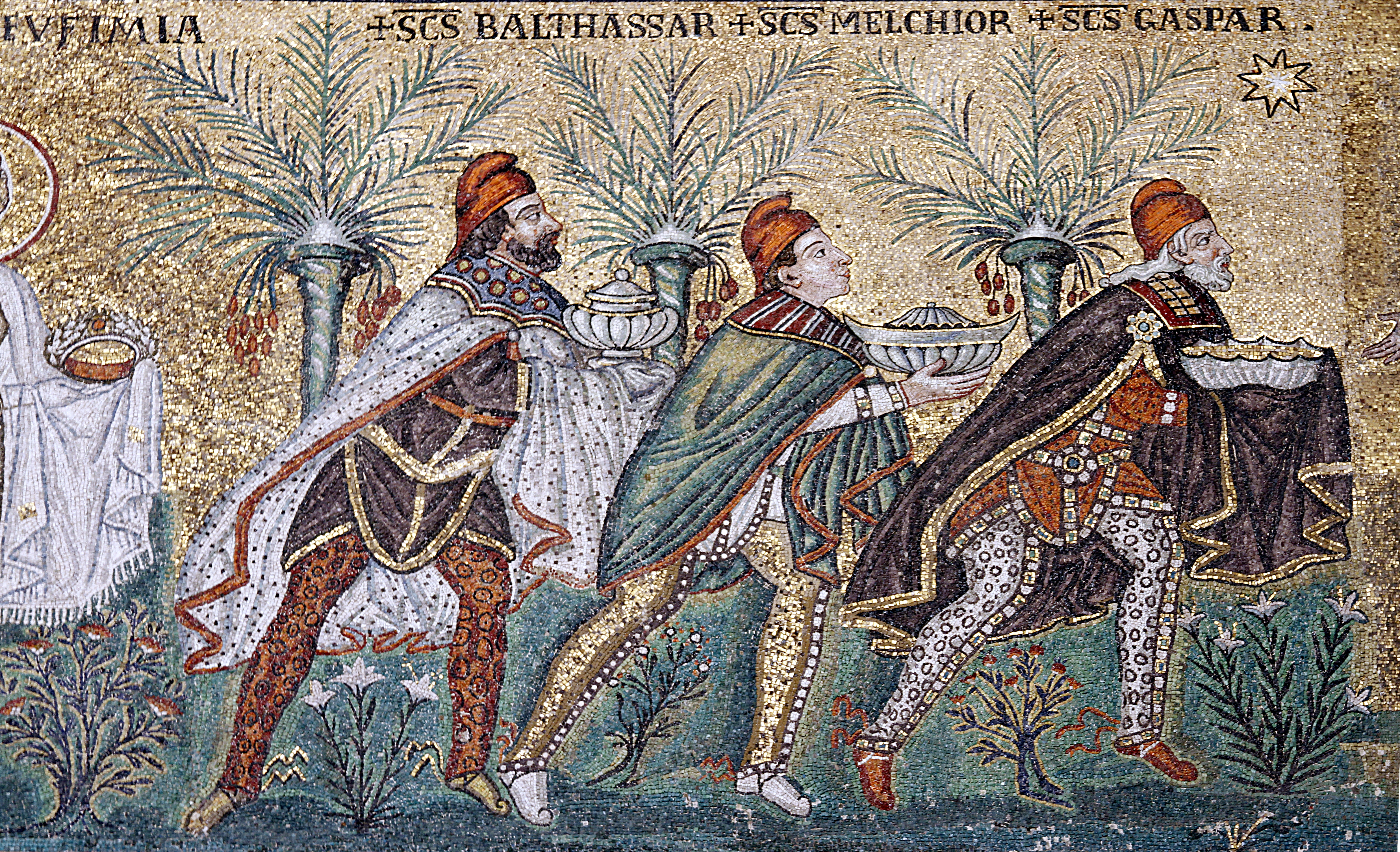
I Magi del mosaico di Sant'Apollinare Nuovo indossano gli anassiridi

Le anassiridi (da un termine greco di origine persiana) sono dei pantaloni, aderenti alle gambe, che venivano indossati dai Medi, dai Persiani, e da altri popoli barbari dell'Asia antica. Figurano in molte rappresentazioni dell'antichità.